# Richard B. Merrill

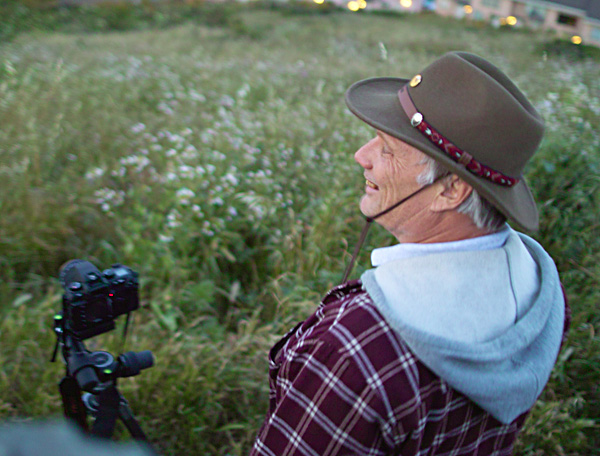
Dick Merrill, 2007

Richard Billings Merrill (* 1949 in New York City; † 17. Oktober 2008), auch bekannt unter seinem Spitznamen Dick Merrill, war ein US-amerikanischer Erfinder, Ingenieur und Fotograf.

## Leben
Merrill wurde als Sohn von Frederick Hamilton Merrill und Joan Williams Merrill geboren. Im Jahr 1996 heiratete er Sengchanh (Seng) Phomphanh.  Die beiden lebten in Woodside (Kalifornien).
Merrill erwarb einen Masterabschluss in Elektrotechnik am Dartmouth College und arbeitete seit 1980 für National Semiconductor.
Im Jahr 1997 war er einer der Gründer von Foveon und arbeitete dort bis zu seinem Tod 2008, verursacht durch ein Krebsleiden.  Er erfand die Technologie des vertikalen Farbfilters (vertical color filter) des Foveon X3 Sensors, der das Herzstück der Digitalkameras von Sigma (der SD9, SD10, SD14, DP1 und DP2) darstellt.
Merrills Erfindung des vertikalen Farbfilters basierte ursprünglich auf einem CMOS-DRAM-Prozess. Später verfeinerte er seine Erfindung, indem er mehrere epitaktisch gewachsene Silizium-Schichten für jede der drei vertikal gestapelten, farbempfindlichen Schichten verwendete.
Zusammen mit Dick Lyon und Carver Mead erhielt Merrill 2005 die Fortschritts-Medaille der Royal Photographic Society für die Entwicklung der Foveon-X3-Technologie. Kurz vor seinem Tod 2008, erhielt er den Kosar Memorial Award von der Society for Imaging Science and Technology für bedeutende Beiträge zu einem unkonventionellen photographischen System.
Für Carver Mead war Merrill der kreativste Ingenieur, den er je getroffen hat. Merill erklärte seinen Erfindungsprozess dadurch, dass man sehr viel erreichen kann, indem man nach Symmetrien und Mustern sucht und einen technologischen Trend aus einem Bereich in einem anderen anwendet.
Am 8. Februar 2012 ehrte Sigma ihren langjährigen Geschäftspartner Merrill mit der Umbenennung von Sigmas Spiegelreflexkamera SD1 in SD1 Merrill. In der Sigma SD1 Merrill wird der neueste Foveon-Bildsensor verbaut.